# Puig d'en Borregaire
El Puig d'en Borregaire és una muntanya de 289 metres que es troba al municipi d'Olivella, a la comarca catalana del Garraf. És un dels diversos topònims d'aquest municipi que fan referència a un borregaire.